# Ben Lovejoy
Benjamin N. Lovejoy (Concord, 20 febbraio 1984) è un ex hockeista su ghiaccio statunitense.

## Carriera
Dopo gli anni giocati a livello universitario in NCAA (dapprima con la squadra del Boston College, poi con quella del Dartmouth College), Lovejoy esordì nell'hockey su ghiaccio professionistico nel 2007, con la squadra di American Hockey League dei Norfolk Admirals. Nell'estate successiva fu messo sotto contratto dai Wilkes-Barre/Scranton Penguins (farm team dei Pittsburgh Penguins in AHL), e dopo una buona stagione (la squadra raggiunse la finale di Calder Cup) venne messo sotto contratto dagli stessi Pittsburgh Penguins, che tuttavia nelle prime due stagioni lo lasciarono perlopiù al farm team. L'8 dicembre 2008 fece comunque il suo esordio in NHL.
Tra il 2010 ed il 2012 fece invece stabilmente parte del roster di Pittsburgh; nel febbraio 2013, poco dopo l'inizio della stagione 2012-2013 accorciata per via del lockout, passò dai Penguins agli Anaheim Ducks, per poi fare il percorso inverso due stagioni dopo, nel marzo del 2015. Nella stagione successiva coi Penguins vinse la Stanley Cup, ed al termine della stagione, alla scadenza del coontratto, passò ai New Jersey Devils con un contratto triennale.
A pochi mesi dalla scadenza del contratto coi Devils, Lovejoy passò ai Dallas Stars nell'ambito di uno scambio che portò Connor Carrick ai Devils.
Ha annunciato il ritiro il 29 agosto 2019
Veniva soprannominato Rev o The Reverend, ovvero reverendo, con riferimento al personaggio de I Simpson, il reverendo Lovejoy.

## Palmarès
- Stanley Cup: 1

Pittsburgh Penguins: 2016